# Anarcosindicalismo

De la unión del negro del anarquismo y el rojo del movimiento obrero surge la bandera del anarcosindicalismo.

El anarcosindicalismo es una de las ramas del anarquismo vinculada al movimiento obrero a través del sindicalismo. Es un método de organización y de lucha de los trabajadores a través de sindicatos autónomos del poder político. Es el resultado de la síntesis del anarquismo y el sindicalismo revolucionario. Se diferencia de otros movimientos anarquistas en que su ámbito de actuación característico (aunque no exclusivo) es el mundo del trabajo, complementándose con otras organizaciones de similar ideología para la consecución de los fines perseguidos.

## Características

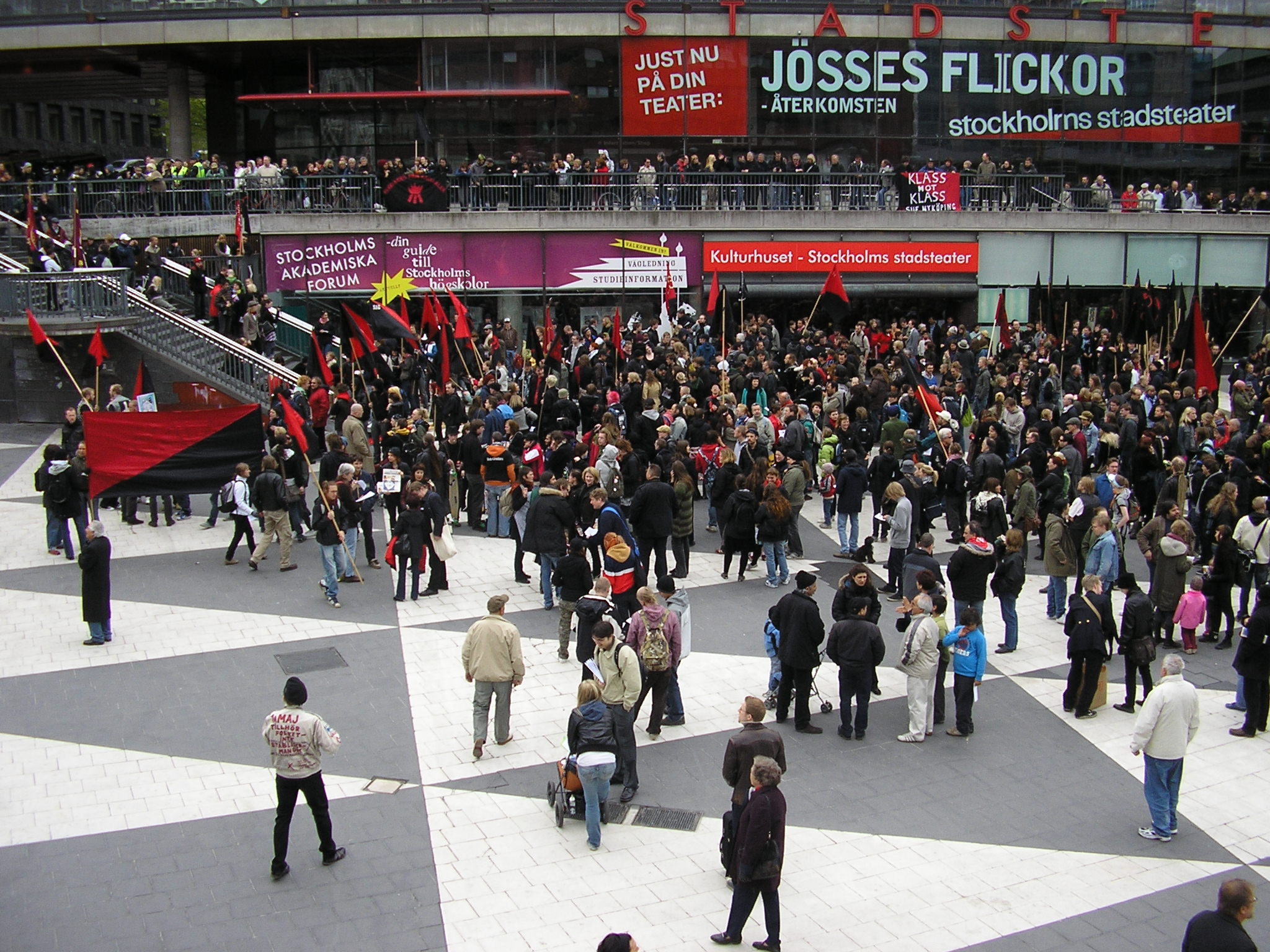
Concentración anarquista en Estocolmo convocada por la SAC.

Su objetivo final es la conquista por parte de los trabajadores de los medios de producción para cambiar y reorganizar la sociedad - como también abogan las diversas corrientes del socialismo - según los principios federalistas y de democracia directa (es decir, según los principios del anarquismo), gestionando los propios trabajadores todas las estructuras políticas y económicas de la sociedad. Los sindicatos serían entonces la columna vertebral de la nueva sociedad socialista. Este planteamiento también se lo puede conocer como  autogestión.
De este modo, la meta del anarcosindicalismo no es únicamente la defensa de los derechos de los trabajadores dentro de un marco económico capitalista, sino que persigue el cambio de dicho sistema capitalista por otro denominado comunismo libertario (que es un tipo de socialismo) a través de una revolución de carácter social.[cita requerida] El motivo principal es que los anarcosindicalistas consideran que la democracia capitalista es un régimen intrínsecamente perjudicial para los intereses de la clase trabajadora, impidiendo su emancipación y manteniendo la desigualdad económica que combaten.[cita requerida]
El anarcosindicalismo lleva a cabo una unión entre los objetivos a largo plazo mencionados anteriormente, y las reivindicaciones y demandas que se plantean de forma cortoplacista en lo local, ya sea en el ámbito de una empresa o a nivel estatal. De esta forma, una organización anarcosindicalista puede luchar por mejorar o defender los derechos laborales sin caer en la defensa del modelo de organización social vigente; para conseguir esto, se enfatiza el principio anarquista de que los medios y fines deben ir unidos. Por este motivo, el anarcosindicalismo defiende la acción directa consistente en el tratamiento de los conflictos laborales entre empleador y trabajadores, sin que participen terceras personas (como los jueces) que pudieran obstruir a los trabajadores. No obstante, hay que aclarar que por diversos motivos no siempre se pone en práctica este principio.
Internamente, el anarcosindicalismo promueve que los sindicatos se organicen basándose en los principios del asamblearismo, federalismo, apoyo mutuo e internacionalismo. Una organización sindical organizada de esta forma es en sí misma un embrión del sistema político-económico al que aspira el anarcosindicalismo. Además, se rechaza la participación en todas aquellas estructuras políticas y sociales que no sean afines al asamblearismo, promoviendo alternativas horizontales a las mismas. Otros principios básicos son el antiestatismo y la autogestión. En esta última se suele poner mucho énfasis, para garantizar la independencia del sindicato frente a poderes externos que pudieran perjudicarlo. De ahí que se suelan rechazar las subvenciones estatales o de empresas privadas, manteniéndose únicamente mediante sus propios medios.

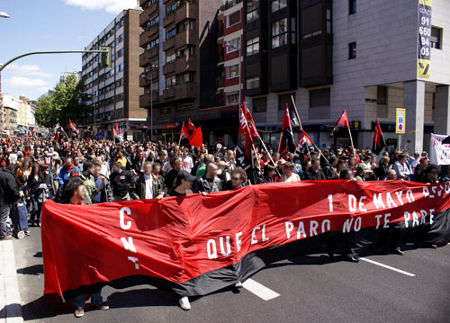
Manifestación del 1 de mayo de la CNT en Madrid.

Dentro del anarcosindicalismo, cada organización adopta con mayor o menor firmeza los principios básicos del mismo, existiendo algunas que los tratan con mayor flexibilidad por diversos motivos. Es por esto que existen serias diferencias entre unos y otros partidarios del anarcosindicalismo, según la importancia que se le da a la aplicación de dichos principios. Por ejemplo, en España la Confederación General del Trabajo o CGT es una federación de sindicatos que se considera anarcosindicalista y que aplica buena parte de los principios del anarcosindicalismo (federalismo, asamblearismo, apoyo mutuo, etc.) pero recibe subvenciones del Estado y participa en las elecciones sindicales, motivo por el cual ciertos colectivos consideran que no se le puede calificar de organización anarcosindicalista.

## Historia
Deriva de los postulados originales de la Primera Internacional, tomando el sindicato como el medio de lucha de la clase obrera. Ha tenido un papel importante en Argentina, Italia, Estados Unidos, Uruguay, Francia, Rusia, Corea y España, lugar este último donde tuvo una gran importancia en la Revolución Española de 1936. Actualmente, el anarcosindicalismo tiene un carácter minoritario aunque siempre potencialmente significativo y extendido por los cinco continentes, siendo la organización que más lo impulsa la Asociación Internacional de los Trabajadores (AIT), organización fundada en Berlín en 1922 y que pretende ser la continuadora de la Primera Internacional.
La teoría sindicalista se desarrolló en Francia como un unionismo sindical revolucionario, que giraba alrededor de la guerra de clases, y que a base de huelgas, boicots, sabotaje y, donde fuese necesario, violencia personal, luchaba por mejores condiciones y preparar a los trabajadores para la huelga general revolucionaria que finalmente acabaría con el capitalismo. Desconfiaban de los partidos políticos, y veían que la emancipación de la clase trabajadora debía ser alcanzada por la propia clase trabajadora y sus propias instituciones. Tanto Proudhon como Bakunin y Kropotkin coincidían en que la revolución anarquista debería ser espontánea y fluir «de abajo arriba», y no estar sujeta a ningún tipo de liderazgo susceptible de evolucionar en un nuevo gobierno. Enfrentados a la represión continua, algunos anarquistas adoptaron la estrategia sindicalista para despertar el espíritu revolucionario; Los anarcosindicalistas contemplaban el movimiento sindical al mismo tiempo como un medio para organizar al proletariado para la revolución, y un armazón alrededor del cual se podía construir la subsiguiente sociedad.

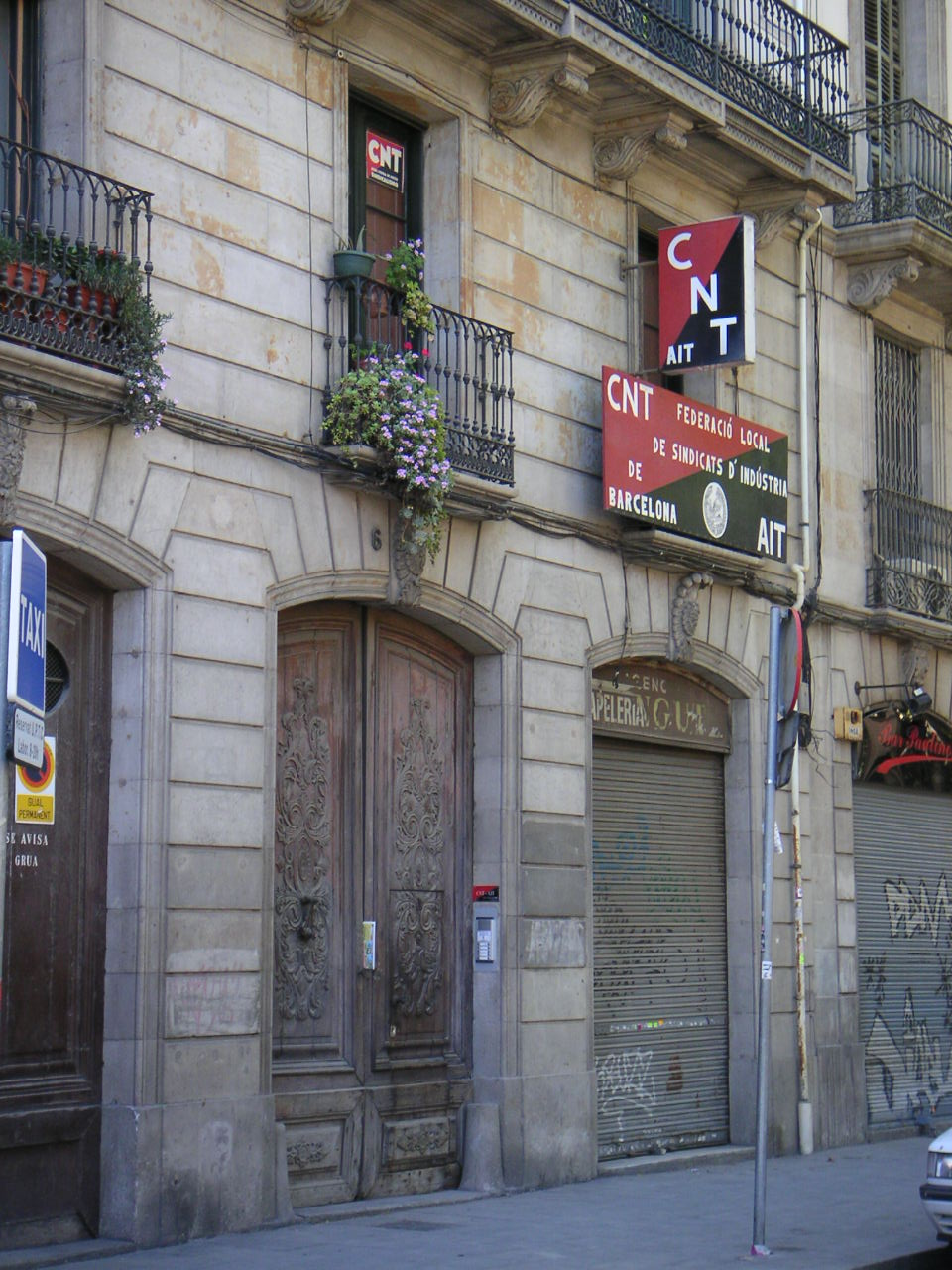
Un local de la CNT española en Barcelona.

Algunas de las primeras muestras de anarcosindicalismo, si bien todavía no se le llamaba de esta forma, fueron los movimientos obreros que tuvieron lugar durante la segunda mitad del siglo XIX en varios países adoptando principios e ideas anarquistas. Uno de los hechos más conocidos al respecto fue la famosa huelga por la jornada laboral de ocho horas del 1 de mayo de 1886 que llevó tres días más tarde a la revuelta de Haymarket y a la muerte de los llamados mártires de Chicago (1886-87), escalera de acontecimientos que dio origen a la actual celebración del 1 de mayo como Día Internacional de los Trabajadores. Sería más adelante cuando se daría el paso definitivo de enlazar, directa e inequívocamente, el sindicalismo y el anarquismo como una única cosa.
En Francia, puede considerarse a Émile Pouget un antecedente del anarcosindicalismo desde la década de 1880, así como lo fue también en la siguiente década el periodista Fernand Pelloutier, líder de la Federación de Bolsas de Trabajo, una federación de grupos sindicales que se fusionaron en 1902 con la Confederación General del Trabajo (CGT), fundada en 1895 y que en aquel momento acogía toda la vida revolucionaria de los sindicatos. Pelloutier rechazaba el anarquismo individualista y el terrorismo,
y en L'Organisation corporative et l'Anarchie (1896), planteó la asociación voluntaria y libre de productores como la primera y transitoria forma de la futura sociedad anarquista. También Paul Delesalle apoyó esta teoría, y Pouget, secretario adjunto de la CGT de 1901 a 1908, planteaba el mismo concepto «embrionario» del anarcosindicalismo;
en el Congreso de Amiens en 1906 fue presentada la resolución conocida como la Charte d'Amiens, que planteaba el papel embrionario de los sindicatos como base de la reconstrucción social, en tanto grupo de producción y distribución. En la línea del anarquismo sin adjetivos, planteaban también que la acción económica directa contra la patronal era lo único importante, y que las distintas tendencias políticas y filosóficas de los trabajadores podían desarrollarse al margen del sindicato. De ese modo, pretendían impedir la injerencia ideológica del socialismo en los sindicatos, sin que hubiera por ello impedimento a que, como trabajadores, pudieran entrar en los mismos. Kropotkin y Malatesta, que se oponían al ilegalismo y el terrorismo, aplaudieron esta idea que terminó convirtiéndose en la forma de organización sindical preferida por casi todas las corrientes anarquistas.

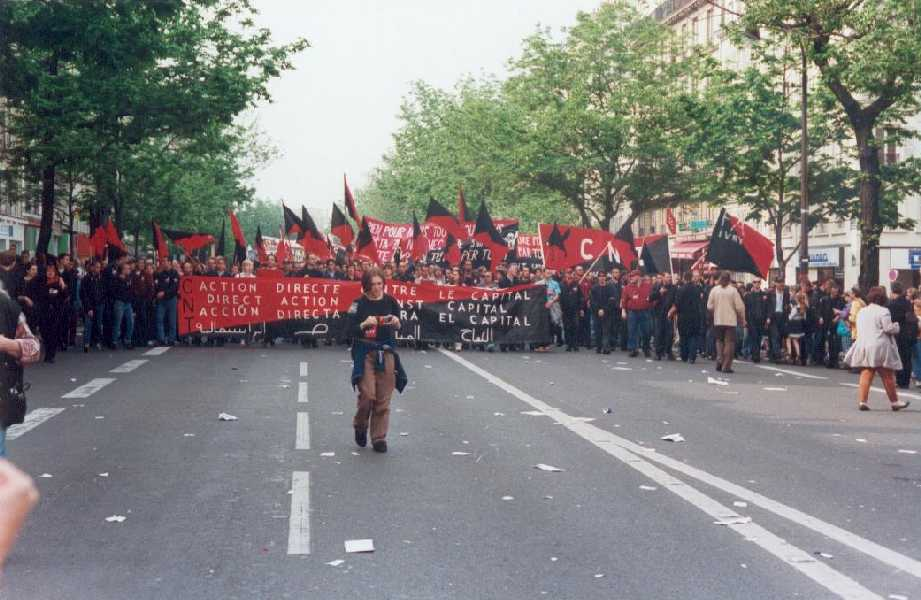
Manifestación de la CNT francesa del Primero de Mayo en París.

En España, el terrorismo y las acciones individualistas fueron perdiendo peso en favor del sindicalismo revolucionario a partir de finales del siglo XIX y principios del siglo XX. La opinión de que la huelga general era la mejor forma de iniciar la revolución cobraba cada vez más fuerza. En el congreso anarquista que se celebró en Ámsterdam en 1907 salió reforzada la idea de la participación anarquista en los sindicatos. En 1907 se creó el sindicato Solidaridad Obrera en Cataluña, y en 1910 se extendió dicho sindicato a toda España creándose la Confederación Nacional del Trabajo o CNT. Si bien comenzó siendo pequeña, creció rápidamente debido sobre todo a su actividad durante la Huelga General en España de 1917. Uno de sus principales logros históricos, que también es uno de los mayores logros del anarcosindicalismo, fue la jornada laboral de ocho horas que se logró tras la Huelga de La Canadiense en 1919. Pocos años después la CNT se unía a la AIT. Sin embargo, la dictadura de Primo de Rivera obligó a la CNT a pasar a la clandestinidad hasta la llegada de la República.
Una de las grandes dificultades a las que se ha enfrentado históricamente el anarcosindicalismo ha sido sus divisiones internas. La síntesis ideológica resultante entre el anarquismo y el sindicalismo revolucionario conlleva tensiones entre partidarios más inclinados hacia una u otra tendencia, lo que ha provocado y provoca divisiones en los senos de las organizaciones anarcosindicales. En España, durante el período de la Segunda República hubo dos escisiones al respecto. La primera escisión, surge de una reacción por parte de sindicalistas ante el predominio de las ideas que defendía la FAI (Federación Anarquista Ibérica) con respecto a la CNT. El primer paso, fue la redacción de un manifiesto reclamando la independencia de la CNT de cualquier injerencia externa (en clara alusión a la FAI). Este manifiesto, fue firmado por 30 adherentes, por lo que fue conocido como "Manifiesto de los 30" y quienes lo utilizaron como arma dentro de la CNT, trentistas. Estos trentistas, más inclinados a defender un sindicalismo "puro" (es decir, no influidos por las ideas y prácticas anarquistas), contaron con poco respaldo en general dentro de la organización sindical, por lo que se escindieron formando los llamados "Sindicatos de oposición" (con cierta influencia del partido marxista BOC). Aún con todo, estos sindicatos de oposición se negaron a ir más allá, por lo que sufrieron la escisión, liderada por Ángel Pestaña, del Partido Sindicalista, que apenas congregó a un reducidísimo grupo de exmilitantes cenetistas (comparando con las cifras de afiliación y militancia de la época), a los que conminó a regresar a la organizar tras el Congreso de Zaragoza de la CNT (1936), en que se reintegraron los sindicatos de oposición y el estallido de la Revolución social, en lo que algunos interpretan como un acto de redención del que fuera secretario general de la CNT en la clandestinidad de la dictadura de Primo de Rivera.
La CNT mantuvo una relación bastante tensa con el Gobierno durante la República, debido a que sus militantes consideraban insuficientes las reformas que se estaban llevando a cabo. Convencidos de que la revolución era necesaria y solo podría llegar a través de sus propios medios, comenzaron a llevar a cabo ocupaciones de tierras y huelgas continuas. Los sucesos de Casas Viejas firmaron la ruptura definitiva entre el gobierno republicano y la CNT, aunque un número considerable de sus militantes terminarían votando al Frente Popular en 1936 debido a la represión llevada a cabo por la derecha. Con la guerra civil española tuvo lugar uno de los mayores logros históricos de la CNT y del anarcosindicalismo en todo el mundo: la revolución española, mediante la cual los anarcosindicalistas se apoderaron de medios de producción en Cataluña y Aragón y llevaron a cabo las transformaciones sociales a las que aspiraban en una auténtica puesta en práctica de la anarquía. Sin embargo, los enfrentamientos con las autoridades comunistas y la posterior victoria del bando nacional en la guerra marcaron la práctica desaparición del anarcosindicalismo en España, que apenas pudo operar en la clandestinidad desde el exterior. Este hecho puso punto final también al declive del anarcosindicalismo en todo el mundo, ya que España era uno de los pocos países donde las ideas anarquistas y anarcosindicalistas habían prevalecido sobre el comunismo que era ya dominante.

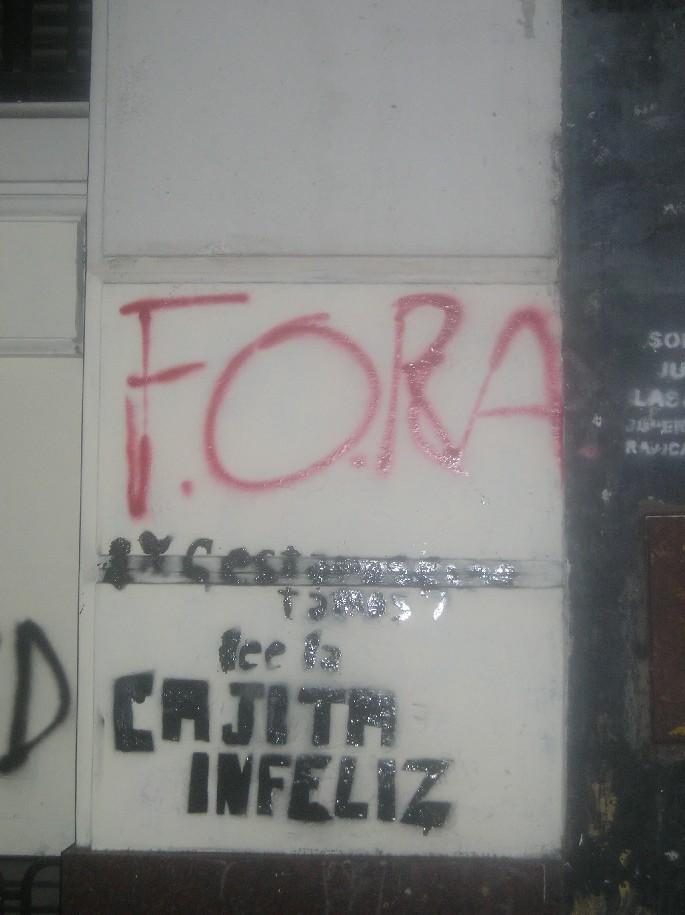
Pintada de la FORA en Buenos Aires.

A partir de los años 40-50, el sindicalismo empieza a ser cuestionado por un mayor número de grupos, siendo las más importantes a nivel teórico las críticas realizadas por el marxista neerlandés Anton Pannekoek. Poco a poco, estas ideas críticas con el sindicalismo se extienden también al anarcosindicalismo y en los años 60 se producirán los primeros focos de ruptura con las organizaciones anarcosindicalistas y que encontrarán en el mayo francés un auténtico punto de ruptura con las organizaciones tradicionales apostando fuertemente por la Autonomía obrera que pronto se extenderá a otros ámbitos de lucha de tipo más social.
En la actualidad, el anarcosindicalismo en el España sigue representado por la CNT, que propugna un sindicalismo basado en la acción directa de sus secciones sindicales frente al modelo sindical español basado en los Comités de Empresa, órganos de mediación entre patronal y trabajadores. Por otro lado, hay otras organizaciones que se reivindican anarcosindicalistas como la CGT (escisión de la CNT-AIT) o la Confederación Sindical Solidaridad Obrera (escisión de CGT), organizaciones que sí aceptan el modelo sindical oficial, aunque con vistas a superarlo.
En la misma línea que en el España, en Francia es la Confédération Nationale du Travail (CNT-AIT), que en 1993 sufrió una escisión por quienes querían participar en las elecciones sindicales. Esta decisión conllevó el abandono de la mayoría de militantes separándose de la AIT, y paso a denominarse CNT-Vignoles (CNT-f), la cual, a su vez, sufrió en su último congreso la escisión de CNT-Solidarité Ouvrière (CNT-Solidaridad Obrera).
En la región argentina, recupera implantación la histórica Federación Obrera Regional Argentina (FORA-AIT) que siempre ha reivindicado una línea muy particular dentro del anarquismo y su inserción en el mundo laboral, al apostar por las sociedades de resistencia, considerando que dichas sociedades deben estar compuestas por trabajadores más allá de su ideología. También aceptan la doble afiliación, que quiere decir que además de la militancia dentro de las sociedades, tienen militancia dentro de los sindicatos.
En Suecia, la organización más grande que se reclama anarcosindicalista es la Sveriges Arbetares Centralorganisation (SAC), en castellano Organización Central de Trabajadores de Suecia, que en 1956 se retiró de la AIT.

## Movimiento Obrero Anarquista, MOA
Si bien el anarcosindicalismo es un sindicalismo muy politizado - politizado hacia el anarquismo, se entiende - desde sus orígenes siempre ha tenido una tendencia a la que esto no le parecía suficiente y que consideraba los sindicatos libertarios como organizaciones específicas. Por tanto el sindicato tenía la doble naturaleza de ser una organización sindical (o social) y una organización específica (o política) a la vez. Los máximos defensores de esta corriente surgieron en la FORA argentina, por lo que esta conceptualización del anarcosindicalismo se conoció como forismo. En España esta tendencia tuvo también cierto seguimiento debido a la influencia de Emilio López Arango y Diego Abad de Santillán, que militaron en la FORA en los años 20. Por tanto esta tendencia permaneció latente en el movimiento libertario ibérico y que fue conocida entonces como "movimiento obrero anarquista" o MOA. Los debates sobre el MOA tuvieron lugar en un período de inactividad causada por la dictadura de Miguel Primo de Rivera, y de ellos se derivaría la creación posterior de la Federación Anarquista Ibérica que rechazaba el MOA y adoptaba un dualismo organizativo y se aseguraba un control sobre la CNT mediante la llamada "trabazón"  - en otras palabras, que las personas con cargos en los comités de CNT pertenecían a la FAI.
El MOA o forismo sería la misma línea que actualmente siguen algunos sindicatos al interior de CNT (gran parte de ellos expulsados y en proceso de conformar una nueva organización anarcosindicalista) o a nivel internacional vehiculados a través de la AIT. 
Las críticas más importantes hacia esta concepción fueron que al crear sindicatos específicamente anarquistas se estaba abandonando el movimiento obrero a las demás tendencias políticas de la época y que el anarquismo, como tendencia revolucionaria, necesitaba crecer en un cuerpo social más amplio donde hubiera trabajadores no anarquistas.  

## Libertarios sindicalistas
Posiblemente el teórico del anarcosindicalismo más conocido sea el alemán Rudolf Rocker, miembro de la FAUD (sección alemana y fundadora de la actual AIT, hasta que fue ilegalizada por los nazis). 
Federica Montseny, cenetista catalana, fue la primera mujer en la historia española que fue ministra del gobierno. Fue ministra de Sanidad. Su participación como miembro de un Gobierno es objeto de polémica en medios anarquistas y anarcosindicalistas. 
Juan García Oliver representó la línea faísta (Federación Anarquista Ibérica, FAI), más anarquista, de la CNT. Buenaventura Durruti se convirtió en un mito debido a su compromiso militante durante la clandestinidad y le llevó a convertirse en el responsable de la columna más significativa de milicianos durante la Guerra Civil, la Columna Durruti, la cual se opuso a la militarización de las milicias y criticó duramente la entrada de los anarquistas en el gobierno de la República. 
En Estados Unidos un anarcosindicalista destacado fue Sam Dolgoff quien creó la revista Anarcho-Syndicalist Review.